# Álvaro Moutinho Ribeiro da Costa
Álvaro Moutinho Ribeiro da Costa (Rio de Janeiro, 16 de janeiro de 1897 — Rio de Janeiro, 16 de julho de 1967) foi um magistrado brasileiro.
Filho do general Alfredo Ribeiro da Costa e Antônia Moutinho da Costa, formou-se na Faculdade de Direito do Rio de Janeiro, em 1918.
Nomeado ministro do Supremo Tribunal Federal em 1946, tornou-se presidente da corte em 1963. Foi também membro do Tribunal Superior Eleitoral entre 1947 e 1951, tendo assumido o cargo de presidente do tribunal.
Em outubro de 1965, enquanto Presidente do STF, afirmou em artigo publicado em jornal: "já é tempo de que os militares se compenetrem de que nos regimes democráticos, não lhes cabe o papel de mentores da Nação." A declaração foi o estopim para que o governo militar baixasse o Ato Institucional nº 2, que aumentava de 11 para 16 o número de Ministros do STF. O objetivo era, nomeando magistrados simpáticos ao regime, ampliar as chances de aprovar naquela Côrte as medidas de interesse do governo militar.